# 이영무 (교육인)
이영무(李永武, 1954년 10월 23일 ~ )는 대한민국의 교수이자 응용과학자이며, 14대 한양대학교 총장을 역임하고 현재 한양대 석좌교수로 재직중이다.

## 학력
- 1982년 ~ 1986년 노스캐롤라이나주립대학교 대학원 공학 박사
- 1977년 ~ 1979년 한양대학교 고분자공학과 석사
- 1973년 ~ 1977년 한양대학교 고분자공학과 학사
- 1970년 ~ 1973년 서울대학교 사범대학 부설고등학교

## 주요 경력
한양대학교
- 2015년 3월 ~ 2019년 2월 한양대학교 제14대 총장
- 2011년 한양적정기술연구회 회장
- 2009년 한양대학교 석학교수, 에너지공학과장, 교학부총장, 사회봉사단장
- 2006년 ~ 2008년 한양대학교 총무처장
- 2004년 ~ 2006년 한양대학교 산학협력단장, 학술연구처장
- 1998년 ~ 2001년 한양대학교 입학부처장
- 1988년 한양대학교 공과대학 조교수

해외 학술지 및 학회 위원
- (현) '멤브레인 사이언스 저널'((Journal of Membrane Science) 편집위원
- (전) '산업 및 공업 화학 연구(Industrial & Engineering Chemistry Research)' 학술지 위원
- (전) '멤브레인 사이언스 저널'(Journal of Membrane Science) 논설위원(Editorial Board)
- (전) AMS(Aseanian Membrane Society) 회장
- (전) ICOM2005 Secretary General, 북미막학회 및 미국화학회 평회원

국내 학회 위원
- (현) 한국과학기술한림원 종신회원
- (현) 한국공학한림원 정회원
- (전) 한국고분자 학회 이사 및 편집이사
- (전) 한국공업화학회 국제협력위원회 위원장, 전무이사, 조직이사
- (전) 한국과학기술한림원 학술교육위원
- (전) 한국막학회 회장
- (전) 한국섬유공학회 학술이사, 정회원

공공기관 위원
- (전) KCRC 지식재산 전략위원회 위원
- (전) 한국연구재단 설립위원
- (전) 대통령 국가과학기술자문회의 전문위원
- (전) 과학기술부 과학교육발전위원회 위원
- (전) 산업자원부 산업기술재단 기술인력분과 위원
- (전) 과학기술부 국가지정연구실 실장
- (전) 에너지관리공단 자발적협약 자문위원

기타 교외 활동
- (전) LG화학 사외이사
- (전) POSCO 전문교수
- (전) 울산대학교 펠로우 프로페서(Fellow Professor)
- (전) 하얼빈공업대학(Harbin Institute of Technology) 자문교수(Consulting Professor)
- (전) 대만중원대학(Chung Yuan University) 석좌 겸임교수(Adjunct Chair Professor)
- (전) 교육인적자원부 Post BK 기획단 위원